# جوردن تشايلز
جوردن تشايلز (بالإنجليزية: Jordan Chiles)‏ هي لاعبة جمباز فني أمريكية، ولدت في 15 أبريل 2001 في توالاتين في الولايات المتحدة.

## وصلات خارجية
- الموقع الرسمي
- جوردن تشايلز على موقع الاتحاد الدولي للجمباز (licence) (الإنجليزية)
- جوردن تشايلز على موقع الاتحاد الدولي للجمباز (biography) (الإنجليزية)
- جوردن تشايلز على موقع الاتحاد الأمريكي للجمباز (الإنجليزية)
- جوردن تشايلز على موقع اللجنة الأولمبية الدولية (الإنجليزية)
- جوردن تشايلز على موقع أوليمبيديا (الإنجليزية)
- جوردن تشايلز على موقع اللجنة الأولمبية والبارالمبية الأمريكية (الإنجليزية)